# Nguyễn Minh Vũ
Nguyễn Minh Vũ (sinh năm 1976) là một chính khách, nhà ngoại giao Việt Nam. Ông đã trải qua nhiều vị trí công tác trong các lĩnh vực ngoại giao song phương, ngoại giao đa phương, chính trị đối ngoại và hội nhập kinh tế quốc tế. Ông hiện là Ủy viên dự khuyết Ban chấp hành Trung ương Đảng khóa XIII, Phó Bí thư Đảng ủy, Chủ tịch Ủy ban Quốc gia UNESCO Việt Nam, Thứ trưởng Thường trực Bộ Ngoại giao Nước Cộng hòa Xã hội Chủ nghĩa Việt Nam.

## Tiểu sử và giáo dục
Thứ trưởng Bộ Ngoại giao Nguyễn Minh Vũ sinh năm 1976 tại Hà Nội.
Ông Nguyễn Minh Vũ đã có vợ và 02 con.
Cử nhân Quan hệ quốc tế tại Học viện Quan hệ quốc tế (nay là Học viện Ngoại giao Việt Nam);
Thạc sỹ Khoa học chính trị tại Trường Kinh tế - Chính trị London (London School of Economic and Political Science-LSE), Vương Quốc Anh;
Tiến sỹ Kinh tế tại Học viện Khoa học Xã hội, Việt Nam.
Ngoại ngữ: Tiếng Anh.

## Sự nghiệp
Từ năm 1999 đến năm 2000, ông công tác tại Phòng Phiên dịch (nay là Vụ Biên Phiên dịch đối ngoại), Bộ Ngoại giao.
Năm 2001, ông được bổ nhiệm làm Chuyên viên Vụ Hợp tác Kinh tế đa phương, Bộ Ngoại giao và công tác ở đây trong ba năm.
Từ năm 2004 đến năm 2007, ông giữ vai trò Trợ lý đặc biệt của Giám đốc điều hành Ban Thư ký APEC quốc tế (Trụ sở tại Singapore), kiêm Giám đốc chương trình Tiểu ban Tiêu chuẩn và Hợp chuẩn và Nhóm Công tác về Tự do hóa thương mại dịch vụ APEC.
Từ 2007 – 2009, ông công tác tại Vụ Chính sách đối ngoại, Bộ Ngoại giao.
Từ 2009-2011 là Phó Vụ trưởng Vụ Chính sách đối ngoại, Bộ Ngoại giao.
Từ năm 2011 đến năm 2014, ông được cử làm Tham tán Công sứ tại Đại sứ quán Việt Nam tại Nước Cộng hòa Nhân dân Trung Hoa.
Từ năm 2014 đến năm 2015 là Phó Vụ trưởng, Thư ký Phó Thủ tướng, Bộ trưởng Bộ Ngoại giao Phạm Bình Minh.
Trong giai đoạn 2015 – 2018, ông giữ chức Vụ trưởng, Phó Trưởng ban thường trực Ban Thư ký Quốc gia APEC 2017.
Từ tháng 3/2018 đến tháng 9/2019, ông được bổ nhiệm làm Vụ trưởng Vụ Chính sách đối ngoại, Bộ Ngoại giao.
Tháng 9 năm 2019, ông được Thủ tướng Nguyễn Xuân Phúc bổ nhiệm giữ chức vụ Thứ trưởng Bộ Ngoại giao tại Quyết định số 1187/QĐ-TTg. Ông là Thứ trưởng trẻ nhất của ngành Ngoại giao được bổ nhiệm trong nhiều năm qua.
Từ ngày 06 tháng 08 đến ngày 28 tháng 10 năm 2019, ông tham gia Lớp bồi dưỡng kiến thức mới cho cán bộ quy hoạch cấp chiến lược khóa XIII tại Học viện Chính trị Quốc gia Hồ Chí Minh.

## Khen thưởng
Trong thời gian hoạt động trong ngành Ngoại giao, Thứ trưởng Nguyễn Minh Vũ đã được trao tặng một số danh hiệu, bằng khen như sau:
- Huân chương Lao động hạng Ba năm 2018 vì có thành tích xuất sắc trong năm APEC 2017;
- Bằng khen của Thủ tướng Chính phủ năm 2007 vì có thành tích xuất sắc trong năm APEC 2006;
- Bằng khen của Bộ trưởng Bộ Ngoại giao (năm 2011, 2014);
- Là 1 trong 70 điển hình tiên tiến Toàn quốc năm 2017;
- Huy chương vì sự nghiệp Ngoại giao Việt Nam năm 2018;
- Bằng khen của Chủ tịch Phòng Thương mại và Công nghiệp Việt Nam, Bộ trưởng Bộ Lao động – Thương binh và Xã hội (năm 2017);
- Chiến sỹ thi đua cấp Bộ năm 2014 và chiến sỹ thi đua cấp cơ sở (trong các năm 2008, 2012, 2013, 2014)./.